# دنت د بروک
دنت د بروک (به لاتین: Dent de Broc) یک کوه در سوئیس است که در کانتون فریبورگ واقع شده‌است. دنت د بروک ۱٬۸۲۹ متر بالاتر از سطح دریا واقع شده‌است.